# Sabaya (film)
Sabaya är en svensk dokumentärfilm från 2021 regisserad, skriven och producerad av Hogir Hirori.

## Om filmen
Filmen handlar om yazidiska kvinnor som hålls som slavar av Islamska staten i flyktinglägret Al-Hol och Yazidiska hemcentrets arbete med att försöka befria kvinnorna.
Filmen fick finansiellt stöd (2 miljoner kronor) av Svenska Filminstitutet och samproducerades av Sveriges Television.
Filmen publicerades den 23 januari 2022 på SVT Play och är tillgänglig till den 23 januari 2024.

## Mottagande
Dagens Nyheter skrev att filmen "undviker all form av heroisering eller sensationslystnad. Verkligheten räcker till som den är."
I en recension skrev The New York Times, i juli 2021, om filmen som orädd och uppslukande. Samma tidning skrev senare, i september 2021, att kvinnorna i filmen inte hade givit sitt samtycke till att medverka i filmen.
Kvartal skrev i maj 2022 om graverande uppgifter om filmen. Hirori försvarade filmen dagen efter i Studio Ett. I en andra granskning skrev Kvartal att flera scener i filmen var fabricerade. Ola Wong skrev att det var dags att göra tydligare skillnad mellan dokumentärer och spelfilmer.
Cecilia Uddén skrev 2022 om hur yazidiska kvinnor gömde sig bland IS-kvinnor för att de inte ville bli av med sina barn. Att barn vars fäder var IS-terrorister inte skulle släppas in i det yazidiska samhället.
Cecilia Uddén och Axel Arnö, programchef för dokumentär och vetenskap på SVT, intervjuades i Kvartals Fredagsintervjun, där frågan om sanningshalten i dokumentärfilm lyftes.
Om den scen i filmen som sägs visa fritagningen av en kvinna, men som i själva verket är en helt annat kvinna, sade Arnö i december 2022 att "Man kan inte skrika att det är fabricerat eller fejkat för det är det inte. Utan det är en autentisk fritagning som används för att gestalta en berättlse som också är autentisk."

### Priser och utmärkelser
| År   | Festival                             | Kategori                                      | Resultat  |
| ---- | ------------------------------------ | --------------------------------------------- | --------- |
| 2022 | Guldbaggegalan 2022                  | Bästa manus                                   | Nominerad |
| 2022 | Guldbaggegalan 2022                  | Bästa dokumentärfilm                          | Vann      |
| 2021 | Stockholms filmfestival              | Bästa dokumentär                              | Vann      |
| 2021 | Sundance Film Festival               | Bästa regi i klassen World Cinema Documentary | Vann      |
| 2021 | Moskvas internationella filmfestival | Bästa dokumentär                              | Vann      |